# Sabina de Roma
Sabina de Roma foi uma matriarca e mártir cristã de Roma. Era viúva do senador Valenciano e filha de Herodes Metalário. Depois que sua escrava Serápia, que foi quem a converteu, foi denunciada e assassinada, Sabina recuperou seus restos e os fez enterrar no mausoléu da família, o local onde ela própria esperava ser enterrada. Denunciada também, Sabina foi acusada de ser cristã por um tal Elpídio. Seu martírio ocorreu no ano de 125, na cidade de Vindena, na região da Úmbria, Itália.
Sabina foi depois canonizada e sua festa passou a ser celebrada em 29 de agosto, data tradicional de sua morte. Em 430, suas relíquias foram levadas para uma basílica especialmente construída no monte Aventino, que passou a ser conhecida como Santa Sabina, o lugar onde ficava sua casa, perto de um templo de Juno. Esta casa pode ter sido também uma igreja doméstica e já era um titulus antes da construção da basílica. A igreja foi inicialmente dedicada tanto a Sabina quanto a Serápia e somente depois é que a dedicação passou a ser somente a Sabina.